# Josefina Moscardó Montalvá
Josefina Moscardó Montalvá foi uma mártir católica, morta durante a Guerra Civil Espanhola. Solteira e leiga, foi martirizada por expressar publicamente sua fé e participação em atividades paroquiais, sendo beatificada pelo papa João Paulo II em 11 de março de 2001.